# Erebus mirans
Erebus mirans är en fjärilsart som beskrevs av Louis Beethoven Prout 1932. Erebus mirans ingår i släktet Erebus och familjen nattflyn. Inga underarter finns listade i Catalogue of Life.